# Club Sonder
O Club Son de Rosario,  é um clube poliesportivo argentino da cidade de Rosário (Argentina)  no passado com destaque para o voleibol masculino e  atualmente para o naipe feminino que ascendeu a máxima divisão nacional em 2023.

## Histórico
O Clube Son de Rosario, cujo acrónimo SonDeR, por isso conhecido como Club Sonder, é uma associação civil sem fins lucrativos que visa promover a prática desportiva e os seus valores, como pilares importantes na formação e desenvolvimento dos indivíduos. Fundado oficialmente em 14 de fevereiro de 2002, originou-se pela preocupação dos proprietários da marca de roupas esportivas Sonder em traduzir sua paixão pessoal pelo voleibol em um projeto concreto. Membros de várias idades gradualmente aderiram e começaram a integrar as diferentes categorias. Assim, formaram-se os ramos feminino e masculino em todas as categorias inferiores e superiores. Também foram habilitados horários para Minivôlei e vôlei recreativo adulto, ampliando a proposta para todos os níveis.
Com as equipes estabelecidas, o clube participa desde março de 2002 nas competições associativas locais, disputando também torneios a nível provincial e nacional. Os resultados, tanto desportivos como competitivos, superaram as expectativas. Além disso, a instituição participou por sete temporadas consecutivas da Liga Argentina de Voleibol no naipe masculino, e é um dos clubes do interior que mais contribuiu com jogadores para as seleções nacionais em todas as categorias.

## Títulos conquistados
Masculino
 0 Campeonato Sul-Americano de Clubes
 0 Campeonato Argentino A1
- Vice-campeão:2005-06
- Terceiro lugar:2004-05

 0 Campeonato Argentino A2
- Terceiro lugar:2014-15

 0Supercopa Argentina
 1 Copa Argentina
- Campeão:2005-06

 0  Súper 8 
- Vice-campeão:2009-10

Feminino
 0 Campeonato Sul-Americano de Clubes
 0 Campeonato Argentino A1
 1 Campeonato Argentino A2
- Campeão:2023

 0Supercopa Argentina
 0 Copa Argentina